# Équipe cycliste Carène Cycling Développement
Carène Cycling Développement est une équipe cycliste française évoluant en Guadeloupe et créée par le multiple vainqueur du Tour de la Guadeloupe Boris Carène.

## Histoire de l'équipe
L'équipe est créée en septembre 2016 et présentée à la presse le 7 octobre 2016, avec pour ambition de concurrencer les meilleurs clubs locaux et assurer la formation de jeunes talents. Elle a pour but également de donner les moyens à Boris Carène de remporter à nouveau le Tour de la Guadeloupe.
Elle a fait l'objet de plusieurs polémiques lors des éditions des Tours cyclistes de la Guadeloupe 2023 et 2024, concernant la participation de coureurs colombiens non qualifiés selon l'organisation du Tour. Après des décisions de justice, l'équipe participe finalement aux deux éditions à la dernière minute,.

## Principales victoires

### Courses UCI
- Tour de la Guadeloupe : 2018 (Boris Carène)

### Courses non UCI
- Tour de Marie-Galante : 2018 (Boris Carène)

### Championnats régionaux
- Championnats de Guadeloupe sur route : 3
  - Contre-la-montre : 2025 (Benjamin Le Ny)
  - Contre-la-montre : 2023 (Boris Carène)
  - Contre-la-montre : 2020 (Boris Carène)

## Carène Cycling Développement en 2025

### Effectif
| Cycliste             | Date de naissance | Nationalité | Équipe 2024                  |  |
| -------------------- | ----------------- | ----------- | ---------------------------- |  |
| Esneider Báez        | 15 septembre 1998 | Colombie    | Carène Cycling Développement |  |
| Emmanuel Barul       | 20 août 2001      | France      | Carène Cycling Développement |  |
| Boris Carène         | 7 décembre 1985   | France      | Carène Cycling Développement |  |
| Kendric Clavier      | 1er novembre 1998 | France      | Jeunesse Cycliste des Abymes |  |
| Mendrick Etenna      | 24 octobre 2003   | France      | Union Vélocipédique du Nord  |  |
| Jordan Galas         | 18 décembre 2003  | France      | Club Cycliste du Moule       |  |
| Ronald Géran         | 19 mars 1997      | France      | Convergence SC Abymienne     |  |
| Ludjy Jean-Denis     | 2 novembre 2000   | France      | Jeunesse Cycliste des Abymes |  |
| Kenny Jean-Jacques   | 28 mars 1992      | France      | Carène Cycling Développement |  |
| Florent Laffite      | 3 septembre 1989  | France      |                              |  |
| Benjamin Le Ny       | 26 juillet 1999   | France      | Uni Sport Lamentinois        |  |
| Alexis Martin        | 27 novembre 1993  | France      | Carène Cycling Développement |  |
| Allan Peramin Noslen | 16 octobre 1999   | France      | Carène Cycling Développement |  |
| Cédric Ramothe       | 12 avril 1989     | France      |                              |  |
| Nilsème Soulez       | 3 février 2005    | France      | Uni Sport Lamentinois        |  |
| David Verdol         | 30 septembre 1980 | France      |                              |  |

### Victoires
Aucune victoire UCI.